# Николаевка (Емильчинский район)
Никола́евка (укр. Миколаївка) — село на Украине, находится в Емильчинском районе Житомирской области.
Код КОАТУУ — 1821784201. Население по переписи 2001 года составляет 1428 человек. Почтовый индекс — 11210. Телефонный код — 4149. Занимает площадь 5,46 км².

## История
В 1946 году указом ПВС УССР село Мяколовичи переименовано в Николаевку.

## Адрес местного совета
11210, Житомирская область, Емильчинский р-н, с. Николаевка, ул. Шевченко, 43